# فردوکسین

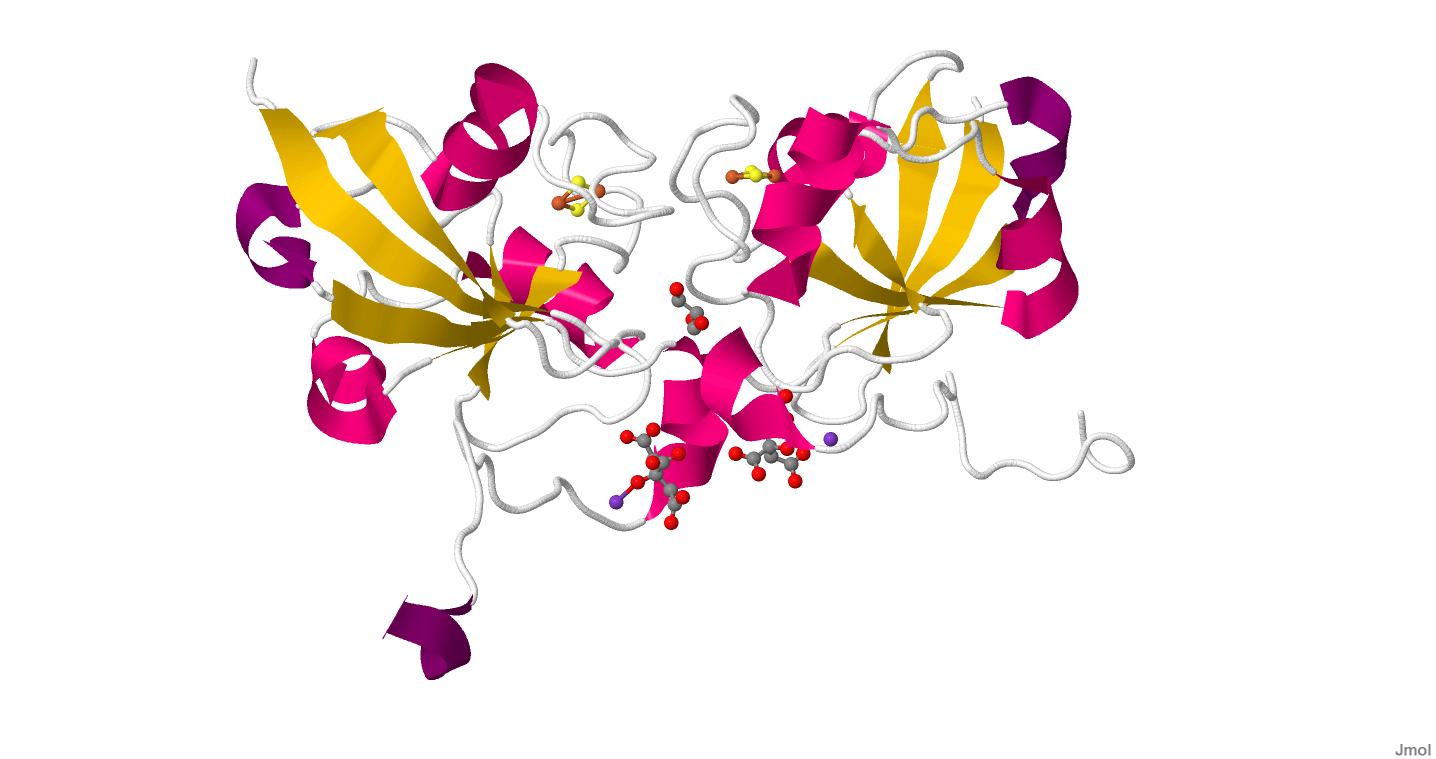
فردوکسین

فردوکسین (انگلیسی: Ferredoxin) یکی از پروتئین‌های فلزی است که حاوی سولفور آهن است. پروتئین فلزی یا متالوپروتئین گروهی از پروتئین‌ها هستند که حداقل یک کوفاکتور یون فلزی در ترکیب خود داشته باشند. بیشتر پروتئین‌ها از این دسته هستند.
این پروتئین واسطه انتقال الکترون در برخی واکنشها است.